# Jean Hugo
Pour les articles homonymes, voir Famille Hugo et Hugo.
Jean Hugo, né le 19 novembre 1894 à Paris 16e et mort le 21 juin 1984 au mas de Fourques, à Lunel, est un peintre, décorateur, illustrateur et écrivain français.

## Biographie

### Famille

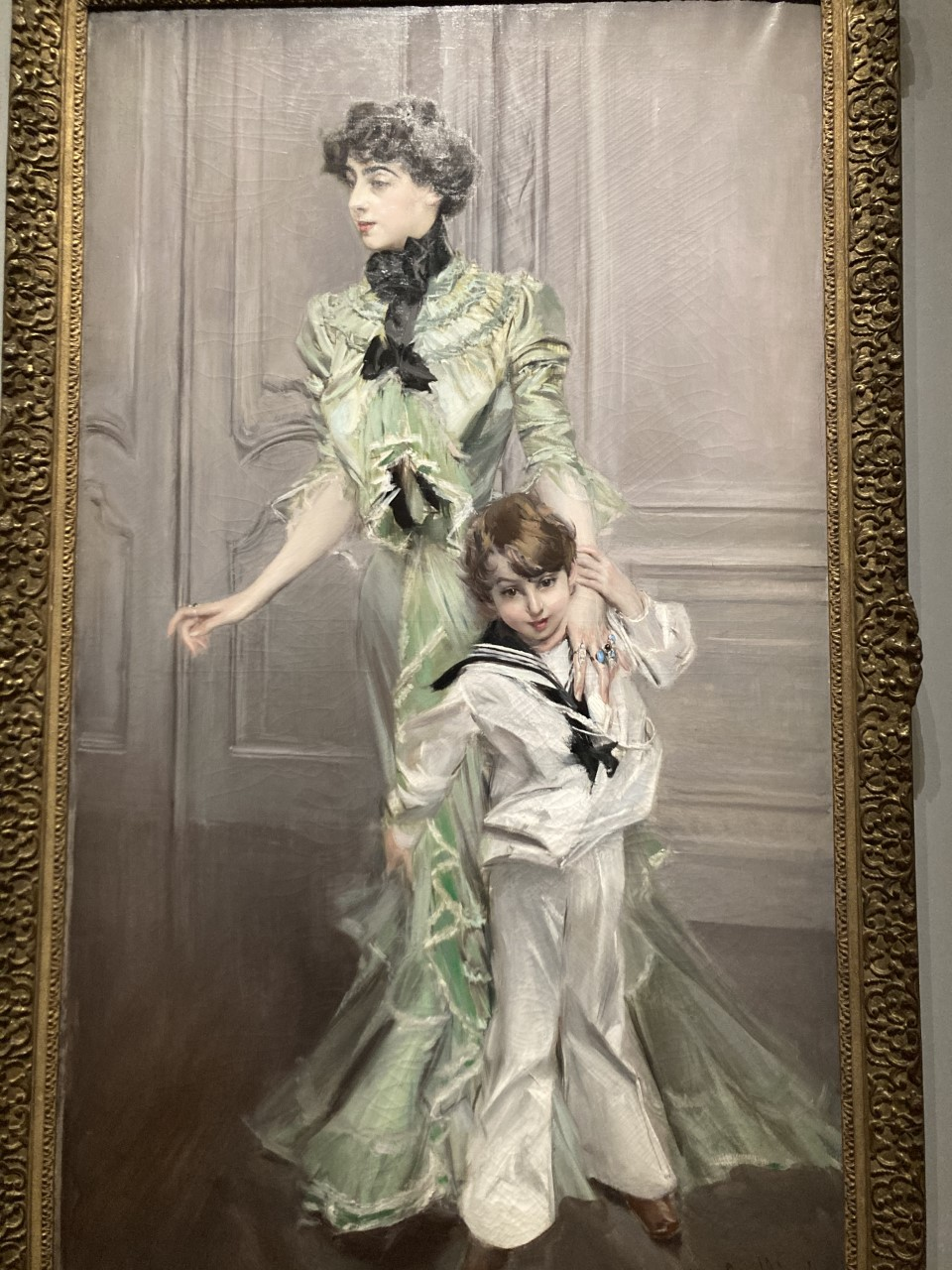
Portrait de Madame Georges Hugo avec son fils Jean (1898) par Giovanni Boldini.

Arrière-petit-fils de Victor Hugo et du maître de forges et ministre des Travaux publics du gouvernement de la Défense nationale, Pierre-Frédéric Dorian, petit-fils du journaliste Charles Hugo, fils du peintre Georges Hugo dit Georges Victor-Hugo et de Pauline Ménard-Dorian. Il est le frère de Marguerite, qui hérite du mas de Malherbes à Aimargues et le demi-frère de François Hugo, orfèvre spécialisé dans la création de bijoux d’artistes. Il a notamment collaboré avec Pablo Picasso, Max Ernst, Coco Chanel et aussi Jean Cocteau.
Il se marie une première fois civilement en 1919 avec Valentine Gross, peintre et illustratrice, et une seconde fois civilement et religieusement en 1949 avec Lauretta Hope-Nicholson (1919-2005), de nationalité anglaise, dont il a deux fils et cinq filles,, dont : Charles Hugo (propriétaire terrien), Marie Hugo (peintre), Jean-Baptiste Hugo (photographe), Adèle Hugo (peintre), Jeanne Hugo-Chabrol (institutrice), Sophie Hugo-Lafont (bibliothécaire), Léopoldine Hugo (peintre). L’autobiographie de Jean Hugo, Le Regard de la mémoire (Actes Sud), se termine par cette phrase : « Nous fûmes heureux et eûmes de nombreux enfants ». Cet ouvrage est honoré du prix Pierre-de-Régnier de l’Académie française en 1984.

### Première Guerre mondiale: expérience du combat, naissance d'une vocation
Le 4 septembre 1914, Jean Hugo est affecté au 36e régiment d'infanterie à Caen. En avril 1915, il est promu au grade de sergent. Le 24 mai, son régiment part pour l’Artois. Il est blessé à La Targette, non loin de Neuville-Saint-Vaast. Le 11 octobre 1915, il est renvoyé au front. Le 14 novembre, il arrive à Fontaine-lès-Cappy puis à Foucaucourt-en-Santerre. Il participe à la Bataille de la Somme et à la Bataille de Verdun au cours de laquelle il est nommé sous-lieutenant. Après les mutineries de 1917, il parvient à se faire affecter à la 1re division américaine, c'est ainsi qu'il participe à la Bataille de Cantigny près de Montdidier (Somme), en mai 1918. Son attitude courageuse fait qu'on lui décerne Distinguished Service Cross. C'est au cours de la Grande Guerre que naît sa vocation artistique.

### Un familier des milieux artistiques
Après avoir participé à la Première Guerre mondiale, Il était l'ami de Jean Cocteau (dont il assure en 1924 les décors et costumes de l'adaptation de Roméo et Juliette et en 1926 la mise en scène de la pièce Orphée) et d'Erik Satie qui sont les témoins de son premier mariage, de Raymond Radiguet, de Pablo Picasso, de Paul Éluard, de Max Jacob, de Maurice Sachs et de Blaise Cendrars, de Georges Auric, de Francis Poulenc, de Marie Bell et de Carl Theodor Dreyer (dont il dessine les décors et les costumes de La Passion de Jeanne d'Arc), de Marie-Laure de Noailles, de Louise de Vilmorin, de Frédéric Jacques Temple, de Bruno Collin, de Jacques Maritain et du père Alex-Ceslas Rzewuski, de l'abbé Arthur Mugnier, de Cecil Beaton et de Winifred Nicholson, de Denyse de Bravura, de Christian Bérard qui lui présente Carmel Snow du magazine américain Harper's Bazar et de Fanfonne Guillierme.

### Conversion au catholicisme
Il reçoit très souvent chez lui, à partir des années 1930, au mas de Fourques son ami Jean Bourgoint qu'il aide à se désintoxiquer et qui devient son confident. Il l'aide à rédiger sa correspondance. Il dit de lui : « Dieu lui avait tout retiré, Dieu lui a tout rendu », quand Jean Bourgoint devient frère Pascal, moine de Cîteaux. Lui-même se convertit au catholicisme et se rend à la messe quotidiennement, jusqu'à la fin de sa vie.

### Carrière artistique
Dès le milieu des années 1930, il est exposé dans la galerie Pierre Colle. De nos jours, ses œuvres sont exposées au Musée Barnes de Philadelphie, à Londres, à Tokyo, à Toronto, à Paris, à Marseille et au Musée Fabre de Montpellier. Vers la fin de la Seconde Guerre mondiale, il illustre une édition publiée en hommage à Max Jacob avec son ouvrage Le Cornet à Dés.
Deux volumes de ses Mémoires sont publiés, Avant d'oublier (Fayard, 1976 - Prix Roland de Jouvenel de l’Académie française) et Le Regard de la Mémoire (1914-1945) (Actes Sud, 1983, rééd. 2020). Les souvenirs de Jean Hugo donnent un éclairage de première importance sur la vie intellectuelle et artistique des années folles et des années 1930, dont Hugo a rencontré les principaux représentants.
Il est inhumé au cimetière Saint-Gérard de Lunel.

### Ascendance
|  |  | Victor Marie Hugo (26 fév. 1802 - 22 mai 1885) | Victor Marie Hugo (26 fév. 1802 - 22 mai 1885) | Victor Marie Hugo (26 fév. 1802 - 22 mai 1885) | Victor Marie Hugo (26 fév. 1802 - 22 mai 1885) | Victor Marie Hugo (26 fév. 1802 - 22 mai 1885) | Victor Marie Hugo (26 fév. 1802 - 22 mai 1885) |                                           |                                           | Adèle Julie Foucher (27 sept. 1803 - 27 août 1868) | Adèle Julie Foucher (27 sept. 1803 - 27 août 1868) | Adèle Julie Foucher (27 sept. 1803 - 27 août 1868) | Adèle Julie Foucher (27 sept. 1803 - 27 août 1868) | Adèle Julie Foucher (27 sept. 1803 - 27 août 1868) | Adèle Julie Foucher (27 sept. 1803 - 27 août 1868) |                                           |                                           | Pierre Jules Lehaëne (-1865)              | Pierre Jules Lehaëne (-1865)              | Pierre Jules Lehaëne (-1865) | Pierre Jules Lehaëne (-1865) | Pierre Jules Lehaëne (-1865) | Pierre Jules Lehaëne (-1865) |                           |                           | Louise Clémence Bois (-1865) | Louise Clémence Bois (-1865) | Louise Clémence Bois (-1865) | Louise Clémence Bois (-1865) | Louise Clémence Bois (-1865)            | Louise Clémence Bois (-1865) |  |  | Saint-Martin Ménard (14 avr. 1813 - 2 janv. 1889) | Saint-Martin Ménard (14 avr. 1813 - 2 janv. 1889) | Saint-Martin Ménard (14 avr. 1813 - 2 janv. 1889) | Saint-Martin Ménard (14 avr. 1813 - 2 janv. 1889) | Saint-Martin Ménard (14 avr. 1813 - 2 janv. 1889)  | Saint-Martin Ménard (14 avr. 1813 - 2 janv. 1889)  |                                                    |                                                    | Eugénie Médard (6 avril 1826 - 13 oct. 1890)       | Eugénie Médard (6 avril 1826 - 13 oct. 1890)       | Eugénie Médard (6 avril 1826 - 13 oct. 1890) | Eugénie Médard (6 avril 1826 - 13 oct. 1890) | Eugénie Médard (6 avril 1826 - 13 oct. 1890)          | Eugénie Médard (6 avril 1826 - 13 oct. 1890)          |                                                       |                                                       | Pierre-Frédéric Dorian (24 janv. 1814 - 14 avr. 1873) | Pierre-Frédéric Dorian (24 janv. 1814 - 14 avr. 1873) | Pierre-Frédéric Dorian (24 janv. 1814 - 14 avr. 1873) | Pierre-Frédéric Dorian (24 janv. 1814 - 14 avr. 1873) | Pierre-Frédéric Dorian (24 janv. 1814 - 14 avr. 1873) | Pierre-Frédéric Dorian (24 janv. 1814 - 14 avr. 1873) |                                   |                                   | Frédérique Caroline Holtzer (1828 - 1890) | Frédérique Caroline Holtzer (1828 - 1890) | Frédérique Caroline Holtzer (1828 - 1890) | Frédérique Caroline Holtzer (1828 - 1890) | Frédérique Caroline Holtzer (1828 - 1890) | Frédérique Caroline Holtzer (1828 - 1890) |
|  |  | Victor Marie Hugo (26 fév. 1802 - 22 mai 1885) | Victor Marie Hugo (26 fév. 1802 - 22 mai 1885) | Victor Marie Hugo (26 fév. 1802 - 22 mai 1885) | Victor Marie Hugo (26 fév. 1802 - 22 mai 1885) | Victor Marie Hugo (26 fév. 1802 - 22 mai 1885) | Victor Marie Hugo (26 fév. 1802 - 22 mai 1885) |                                           |                                           | Adèle Julie Foucher (27 sept. 1803 - 27 août 1868) | Adèle Julie Foucher (27 sept. 1803 - 27 août 1868) | Adèle Julie Foucher (27 sept. 1803 - 27 août 1868) | Adèle Julie Foucher (27 sept. 1803 - 27 août 1868) | Adèle Julie Foucher (27 sept. 1803 - 27 août 1868) | Adèle Julie Foucher (27 sept. 1803 - 27 août 1868) |                                           |                                           | Pierre Jules Lehaëne (-1865)              | Pierre Jules Lehaëne (-1865)              | Pierre Jules Lehaëne (-1865) | Pierre Jules Lehaëne (-1865) | Pierre Jules Lehaëne (-1865) | Pierre Jules Lehaëne (-1865) |                           |                           | Louise Clémence Bois (-1865) | Louise Clémence Bois (-1865) | Louise Clémence Bois (-1865) | Louise Clémence Bois (-1865) | Louise Clémence Bois (-1865)            | Louise Clémence Bois (-1865) |  |  | Saint-Martin Ménard (14 avr. 1813 - 2 janv. 1889) | Saint-Martin Ménard (14 avr. 1813 - 2 janv. 1889) | Saint-Martin Ménard (14 avr. 1813 - 2 janv. 1889) | Saint-Martin Ménard (14 avr. 1813 - 2 janv. 1889) | Saint-Martin Ménard (14 avr. 1813 - 2 janv. 1889)  | Saint-Martin Ménard (14 avr. 1813 - 2 janv. 1889)  |                                                    |                                                    | Eugénie Médard (6 avril 1826 - 13 oct. 1890)       | Eugénie Médard (6 avril 1826 - 13 oct. 1890)       | Eugénie Médard (6 avril 1826 - 13 oct. 1890) | Eugénie Médard (6 avril 1826 - 13 oct. 1890) | Eugénie Médard (6 avril 1826 - 13 oct. 1890)          | Eugénie Médard (6 avril 1826 - 13 oct. 1890)          |                                                       |                                                       | Pierre-Frédéric Dorian (24 janv. 1814 - 14 avr. 1873) | Pierre-Frédéric Dorian (24 janv. 1814 - 14 avr. 1873) | Pierre-Frédéric Dorian (24 janv. 1814 - 14 avr. 1873) | Pierre-Frédéric Dorian (24 janv. 1814 - 14 avr. 1873) | Pierre-Frédéric Dorian (24 janv. 1814 - 14 avr. 1873) | Pierre-Frédéric Dorian (24 janv. 1814 - 14 avr. 1873) |                                   |                                   | Frédérique Caroline Holtzer (1828 - 1890) | Frédérique Caroline Holtzer (1828 - 1890) | Frédérique Caroline Holtzer (1828 - 1890) | Frédérique Caroline Holtzer (1828 - 1890) | Frédérique Caroline Holtzer (1828 - 1890) | Frédérique Caroline Holtzer (1828 - 1890) |
|  |  |                                                |                                                |                                                |                                                |                                                |                                                |                                           |                                           |                                                    |                                                    |                                                    |                                                    |                                                    |                                                    |                                           |                                           |                                           |                                           |                              |                              |                              |                              |                           |                           |                              |                              |                              |                              |                                         |                              |  |  |                                                   |                                                   |                                                   |                                                   |                                                    |                                                    |                                                    |                                                    |                                                    |                                                    |                                              |                                              |                                                       |                                                       |                                                       |                                                       |                                                       |                                                       |                                                       |                                                       |                                                       |                                                       |                                   |                                   |                                           |                                           |                                           |                                           |                                           |                                           |
|  |  |                                                |                                                |                                                |                                                | Charles Hugo (4 nov. 1826 - 13 mars 1871)      | Charles Hugo (4 nov. 1826 - 13 mars 1871)      | Charles Hugo (4 nov. 1826 - 13 mars 1871) | Charles Hugo (4 nov. 1826 - 13 mars 1871) | Charles Hugo (4 nov. 1826 - 13 mars 1871)          | Charles Hugo (4 nov. 1826 - 13 mars 1871)          |                                                    |                                                    |                                                    |                                                    |                                           |                                           |                                           |                                           |                              |                              | Alice Lehaëne (1847-1928)    | Alice Lehaëne (1847-1928)    | Alice Lehaëne (1847-1928) | Alice Lehaëne (1847-1928) | Alice Lehaëne (1847-1928)    | Alice Lehaëne (1847-1928)    |                              |                              |                                         |                              |  |  |                                                   |                                                   |                                                   |                                                   | Paul-François Ménard (26 avr. 1846 - 16 avr. 1907) | Paul-François Ménard (26 avr. 1846 - 16 avr. 1907) | Paul-François Ménard (26 avr. 1846 - 16 avr. 1907) | Paul-François Ménard (26 avr. 1846 - 16 avr. 1907) | Paul-François Ménard (26 avr. 1846 - 16 avr. 1907) | Paul-François Ménard (26 avr. 1846 - 16 avr. 1907) |                                              |                                              |                                                       |                                                       |                                                       |                                                       |                                                       |                                                       |                                                       |                                                       | Louise-Aline Dorian (1850 - 1929)                     | Louise-Aline Dorian (1850 - 1929)                     | Louise-Aline Dorian (1850 - 1929) | Louise-Aline Dorian (1850 - 1929) | Louise-Aline Dorian (1850 - 1929)         | Louise-Aline Dorian (1850 - 1929)         |                                           |                                           |                                           |                                           |
|  |  |                                                |                                                |                                                |                                                | Charles Hugo (4 nov. 1826 - 13 mars 1871)      | Charles Hugo (4 nov. 1826 - 13 mars 1871)      | Charles Hugo (4 nov. 1826 - 13 mars 1871) | Charles Hugo (4 nov. 1826 - 13 mars 1871) | Charles Hugo (4 nov. 1826 - 13 mars 1871)          | Charles Hugo (4 nov. 1826 - 13 mars 1871)          |                                                    |                                                    |                                                    |                                                    |                                           |                                           |                                           |                                           |                              |                              | Alice Lehaëne (1847-1928)    | Alice Lehaëne (1847-1928)    | Alice Lehaëne (1847-1928) | Alice Lehaëne (1847-1928) | Alice Lehaëne (1847-1928)    | Alice Lehaëne (1847-1928)    |                              |                              |                                         |                              |  |  |                                                   |                                                   |                                                   |                                                   | Paul-François Ménard (26 avr. 1846 - 16 avr. 1907) | Paul-François Ménard (26 avr. 1846 - 16 avr. 1907) | Paul-François Ménard (26 avr. 1846 - 16 avr. 1907) | Paul-François Ménard (26 avr. 1846 - 16 avr. 1907) | Paul-François Ménard (26 avr. 1846 - 16 avr. 1907) | Paul-François Ménard (26 avr. 1846 - 16 avr. 1907) |                                              |                                              |                                                       |                                                       |                                                       |                                                       |                                                       |                                                       |                                                       |                                                       | Louise-Aline Dorian (1850 - 1929)                     | Louise-Aline Dorian (1850 - 1929)                     | Louise-Aline Dorian (1850 - 1929) | Louise-Aline Dorian (1850 - 1929) | Louise-Aline Dorian (1850 - 1929)         | Louise-Aline Dorian (1850 - 1929)         |                                           |                                           |                                           |                                           |
|  |  |                                                |                                                |                                                |                                                |                                                |                                                |                                           |                                           |                                                    |                                                    |                                                    |                                                    |                                                    |                                                    |                                           |                                           |                                           |                                           |                              |                              |                              |                              |                           |                           |                              |                              |                              |                              |                                         |                              |  |  |                                                   |                                                   |                                                   |                                                   |                                                    |                                                    |                                                    |                                                    |                                                    |                                                    |                                              |                                              |                                                       |                                                       |                                                       |                                                       |                                                       |                                                       |                                                       |                                                       |                                                       |                                                       |                                   |                                   |                                           |                                           |                                           |                                           |                                           |                                           |
|  |  |                                                |                                                |                                                |                                                |                                                |                                                |                                           |                                           |                                                    |                                                    |                                                    |                                                    | Georges Hugo (16 août 1868 - 5 fév. 1925)          | Georges Hugo (16 août 1868 - 5 fév. 1925)          | Georges Hugo (16 août 1868 - 5 fév. 1925) | Georges Hugo (16 août 1868 - 5 fév. 1925) | Georges Hugo (16 août 1868 - 5 fév. 1925) | Georges Hugo (16 août 1868 - 5 fév. 1925) |                              |                              |                              |                              |                           |                           |                              |                              |                              |                              |                                         |                              |  |  |                                                   |                                                   |                                                   |                                                   |                                                    |                                                    |                                                    |                                                    |                                                    |                                                    |                                              |                                              | Pauline Ménard-Dorian (21 juill. 1870 - 24 déc. 1941) | Pauline Ménard-Dorian (21 juill. 1870 - 24 déc. 1941) | Pauline Ménard-Dorian (21 juill. 1870 - 24 déc. 1941) | Pauline Ménard-Dorian (21 juill. 1870 - 24 déc. 1941) | Pauline Ménard-Dorian (21 juill. 1870 - 24 déc. 1941) | Pauline Ménard-Dorian (21 juill. 1870 - 24 déc. 1941) |                                                       |                                                       |                                                       |                                                       |                                   |                                   |                                           |                                           |                                           |                                           |                                           |                                           |
|  |  |                                                |                                                |                                                |                                                |                                                |                                                |                                           |                                           |                                                    |                                                    |                                                    |                                                    | Georges Hugo (16 août 1868 - 5 fév. 1925)          | Georges Hugo (16 août 1868 - 5 fév. 1925)          | Georges Hugo (16 août 1868 - 5 fév. 1925) | Georges Hugo (16 août 1868 - 5 fév. 1925) | Georges Hugo (16 août 1868 - 5 fév. 1925) | Georges Hugo (16 août 1868 - 5 fév. 1925) |                              |                              |                              |                              |                           |                           |                              |                              |                              |                              |                                         |                              |  |  |                                                   |                                                   |                                                   |                                                   |                                                    |                                                    |                                                    |                                                    |                                                    |                                                    |                                              |                                              | Pauline Ménard-Dorian (21 juill. 1870 - 24 déc. 1941) | Pauline Ménard-Dorian (21 juill. 1870 - 24 déc. 1941) | Pauline Ménard-Dorian (21 juill. 1870 - 24 déc. 1941) | Pauline Ménard-Dorian (21 juill. 1870 - 24 déc. 1941) | Pauline Ménard-Dorian (21 juill. 1870 - 24 déc. 1941) | Pauline Ménard-Dorian (21 juill. 1870 - 24 déc. 1941) |                                                       |                                                       |                                                       |                                                       |                                   |                                   |                                           |                                           |                                           |                                           |                                           |                                           |
|  |  |                                                |                                                |                                                |                                                |                                                |                                                |                                           |                                           |                                                    |                                                    |                                                    |                                                    |                                                    |                                                    |                                           |                                           |                                           |                                           |                              |                              |                              |                              |                           |                           |                              |                              |                              |                              |                                         |                              |  |  |                                                   |                                                   |                                                   |                                                   |                                                    |                                                    |                                                    |                                                    |                                                    |                                                    |                                              |                                              |                                                       |                                                       |                                                       |                                                       |                                                       |                                                       |                                                       |                                                       |                                                       |                                                       |                                   |                                   |                                           |                                           |                                           |                                           |                                           |                                           |
|  |  |                                                |                                                |                                                |                                                |                                                |                                                |                                           |                                           |                                                    |                                                    |                                                    |                                                    |                                                    |                                                    |                                           |                                           |                                           |                                           |                              |                              |                              |                              |                           |                           |                              |                              |                              |                              | Jean Hugo (19 nov. 1894 - 21 juin 1984) |                              |  |  |                                                   |                                                   |                                                   |                                                   |                                                    |                                                    |                                                    |                                                    |                                                    |                                                    |                                              |                                              |                                                       |                                                       |                                                       |                                                       |                                                       |                                                       |                                                       |                                                       |                                                       |                                                       |                                   |                                   |                                           |                                           |                                           |                                           |                                           |                                           |

## Citation
« Jean Hugo a mêlé son calme presque monstrueux au tumulte des entreprises de notre jeunesse. II était, il reste l'image même de cette modestie parfaite des enlumineurs, chez qui la vérité quotidienne l'emporte sur les grâces décoratives. Sa main puissante, son gros œil jupitérien, son olympisme en quelque sorte, n'usent pas de foudres, mais de petites gouaches si vastes qu'on dirait que leur taille résulte d'un simple phénomène de perspective. Oui, c'est à distance qu'il semble voir la mer de Bretagne, et la garrigue par le gros bout de la lorgnette, ce qui ne l'empêche pas d'attirer autour de nous la mystérieuse odeur des algues et des simples. Jean Hugo, paysan subtil, moine médiéval, chasse l'ange du bizarre à force de connaître ses ruses par cœur. »

— Jean Cocteau.

« Je l'ai connu intimement. C'était un être étrange, admirable, un mystique, un amoureux, un grand artiste, qui sans doute péchait par excès de modestie. Il avait été un peu fatigué de la gloire par son propre nom, qui était extrêmement lourd. [...] Jean Hugo a donc passé sa jeunesse dans ce monde doré des grandes familles de la Troisième République, les Berthelot, les Favre, les Renan, les Daudet, monde dont il s'est écarté pour venir vivre assez solitaire à Lunel. Ses œuvres sont beaucoup plus connues, et prisées, en Amérique qu'en France, où il souffre encore un peu d'être éclipsé par son nom. Je le considère comme un grand peintre, et un grand peintre relativement méconnu. S'il n'avait pas trouvé des gens qui s'occupent de sa publicité, il n'aurait jamais vendu un seul tableau. Picasso, qui était son bon ami, lui disait « Tu ne fais rien pour ta gloire. » Il ne faisait rien, en effet – il se laissait faire. Encore une fois, c'était un être pur. Si le mot d'innocence peut s'appliquer à quelqu'un, c'est à lui. Il était très beau, et d'une vitalité prodigieuse - j'oserais dire hugolesque. Il était assez détaché pour ne pas s'installer dans son propre nom, si je puis dire - tout en vouant une admiration inconditionnelle au grand ancêtre, dont il connaissait l’œuvre à fond. »

— Gustave Thibon.

« C'est très net, finement dessiné. Le grand-père affectionnait le burg, le petit-fils préfère le mas, la petite maison sans complication, aux toits et aux murs faits pour le soleil. Et dans ces coins de Provence, si petits si familiers, où l'on croit être transporté soi-même voici que surgissent des centaures, coiffés de chapeaux plus ou moins pointus. L'idée de ces centaures est venue des gardians de la Camargue. Il y a aussi une femme qui se change en jument sous l'œil de son propriétaire. D'où vient cette drôlerie? Et cet oiseau perché qui a une tête de femme ! Ce mélange de mythologie et de réalité provinciale est curieux avec une telle ascendance romantique.(...) Enfin je l'ai aperçu et je l'ai trouvé bien de visage, il ne peut plus supporter la ville, veut la campagne, il a exprimé le désir de me voir, il va se rendre à La Chapelle, chez les Jean de Moustier! »

— Abbé Arthur Mugnier

« Le tempérament artistique de Jean Hugo se tient en dehors de toutes les modes. L'œuvre de Jean Hugo fait songer aux merveilleux résultats que produirait le délassement de quelque prince des temps anciens, tel qu'on en trouve dans les Contes des Mille et une Nuits. »

— Paul Morand.

« Son grand œuvre, plus grand que sa peinture et ses écrits, c’est lui, c’est sa vie. »

— Henri Gourdin.

## Distinction
- Officier de la Légion d'honneur (en 1940)[7].

## Publications
- [1953] Pierre-André Benoit (1921-1993) (ill. Jean Hugo), Voyage à Moscou et Léningrad (descriptions et voyages), Paris / Avignon, Cercle d'art / Actes Sud, 1984 (réimpr. 1984) (1re éd. 1953), 43 p., 24 cm (ISBN 2-903098-98-0, OCLC 405578211, BNF 34765625, SUDOC 01245463X, présentation en ligne).
- [1973] (en) Richard J. Wattenmaker (1941-2017), The Art of Jean Hugo (catalogue d'exposition), Toronto, Art gallery of Ontario, 1973, XII-136 p., 26 cm (OCLC 1300729996, SUDOC 260699845, présentation en ligne).
- [1975] Jean Bourgoint (1905-1966) [Frère Pascal] et Jean Cocteau (1889-1963) (recueillies par Jean Mouton (1899-1995) et Jean Hugo), Le Retour de l'enfant terrible : lettres, 1923-1966, Paris, Desclée de Brouwer, coll. « Les Grandes correspondances », 1975, 325 p., 22 cm (ISBN 2-220-02010-X et 978-2-220-02010-5, OCLC 422019535, BNF 34571473, SUDOC 00008915X, présentation en ligne).

### Lien[2019]s externes
- Ressources relatives aux beaux-arts :   - AGORHA
  - Artists of the World Online
  - Bénézit
  - Bridgeman Art Library
  - Delarge
  - Kunstindeks Danmark
  - Museum of Modern Art
  - National Gallery of Art
  - National Portrait Gallery
  - RKDartists
  - Union List of Artist Names
- Ressources relatives au spectacle :   - Archives suisses des arts de la scène
  - Les Archives du spectacle
- Notice dans un dictionnaire ou une encyclopédie généraliste :   - Deutsche Biographie
- Notices d'autorité :   - VIAF
  - ISNI
  - BnF (données)
  - IdRef
  - LCCN
  - GND
  - Belgique
  - Pays-Bas
  - Israël
  - NUKAT
  - Catalogne
  - Norvège
  - Tchéquie
  - Portugal
  - WorldCat
- Albums de familles - Apostrophes (émission de la TV, 17 février 1984) Ina.fr
- Généalogie de la famille Hugo